# Peter Ammon
Peter Ammon, né le 23 février 1952 à Francfort-sur-le-Main (Allemagne), est un diplomate allemand.
De formation scientifique, Peter Ammon a embrassé la carrière diplomatique en 1978, après un doctorat en sciences économiques. Il a occupé divers postes à Londres, Dakar, New Delhi et Washington, où il a été ministre-conseiller de 1999 à 2001. Il a également exercé des fonctions au ministère allemand des affaires étrangères (de 1985 à 1989, de 1991 à 1997 et de 2001 à 2007). De 1997 à 1999, Peter Ammon a travaillé comme chef d'unité stratégique à la présidence fédérale.
De 2007 à 2008, il occupe le poste d'ambassadeur d'Allemagne en France. En août 2011 à 2014, il est ambassadeur d'Allemagne aux États-Unis. Depuis 2014, il est ambassadeur d'Allemagne au Royaume-Uni.
En 2017 est révélé un scandale financier qui affecte l'ambassade d'Allemagne en France. Plusieurs centaines de milliers d'euros en espèce auraient été distribués en interne au moyen d'une caisse noire, selon un système institutionnalisé à partir de 2007 par l'ambassadeur Peter Ammon, ce qu'il conteste[réf. nécessaire].